# Cholet-i csata (1793. október)
A második cholet-i csatát a vendée-i háború részeként, 1793. október 17-én vívta Cholet városa mellett a republikánus hadsereg és a lázadó Katolikus és Királyi Hadsereggel (az első cholet-i csatát ugyanitt a lázadók nyerték; annak eredményeként foglalták el a várost). A csata a köztársaságiak egyértelmű győzelmével ért véget, ezzel a felkelők végleg elvesztették a stratégiai kezdeményezést. Ezután kezdte meg a republikánus hadsereg a Virée de Galerne hadműveletet, amely a felkelés letörésével és a tartomány elpusztításával végződött.

## Előzmények
Két nappal a csata előtt, október 15-én a Királyi és Katolikus Hadsereg a Cholet-től délnyugatra fekvő La Tremblaye kastély mellett megkísérelte megállítani a republikánus csapatok előrenyomulását, de súlyos vereséget szenvedett. Az összecsapásban maga Louis Marie de Lescure, a királypártiak parancsnoka is súlyosan megsebesült.
A vert csapatok Cholet-be vonultak vissza. A város megvédésére a royalista parancsnokok a súlyos lőszer- és ágyúhiány miatt nem láttak esélyt. Megkezdték Cholet kiürítését, hogy Beaupréau felé vonuljanak vissza, emiatt a republikánus elővéd Michel de Beaupuy parancsnoksága alatt ellenállás nélkül nyomult be a városba. A La Tremblaye-i csata után dandártábornokká előléptetett François Séverin Marceau-Desgraviers vezetésével eljutottak a város központjáig, de ott Jean-Baptiste Kléber tábornok leállította az előrenyomulást, hogy bevárjon egy 10 000 fős erősítést, amely Alexis Chalbos parancsnoksága alatt érkezett meg.
Október 17-én reggel mindkét fél tábornokai tanácskozást tartottak. A republikánus tanácskozáson Kléber tábornok felvázolta annak lehetőségét, hogy a sereget három hadoszlopra osztva indítsák el. Ezek a hadoszlopok Saint-Florent-le-Vieil, Gesté és Beaupréau községeket elfoglalva bekerítették volna a felkelőket, megakadályozva, hogy azok a Loire folyón átkelve vissza tudjanak vonulni Nantes-ba. A tábornokok többsége leszavazta ezt a javaslatot. Elhatározták, hogy egyben tartják a sereget, és Beaupréau felé nyomulnak előre.
A királypárti tanácskozáson Charles de Bonchamps felajánlotta, hogy breton katonáival átkel Bretagne tartományba, és ott felkelést robbant ki, rákényszerítve a republikánusokat csapataik megosztására. Bonchamps javaslatát is leszavazták, és úgy döntöttek, hogy általános támadást indítanak Cholet visszafoglalására, mellékcsapásként pedig Antoine Philippe de La Trémoille parancsnoksága alatt 4000 katonát küldenek Varades bevételére.

## A csata

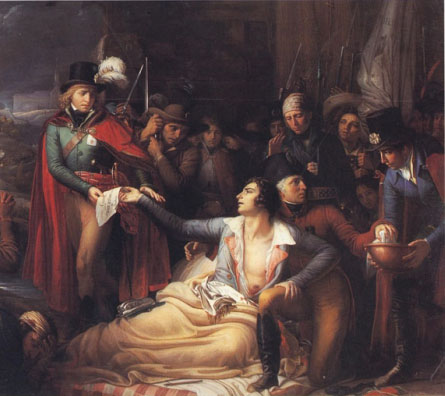
Bonchamps halála (George Degeorge 1837-ben készült festménye)

Október 17-én kora délután a 40 000 fős vendée-i hadsereg megtámadta a republikánusok állásait Cholet-től északra. Beaupuy tábornokot rövid idő alatt visszavetették a városba, majd felgyújtották a város környéki rekettyést, hogy a füst megnehezítse a republikánus tüzérség célzását.
A felkelők három irányból támadtak a republikánus csapatokra. A jobb szárnyat Henri de la Rochejaquelein, a centrumot Loius d’Elbée és Charles de Bonchamps, a balszárnyat Jean-Nicolas Stofflet és Gaspard de Bernard de Marigny vezette. A vendée-i sereg 22 ágyúja folyamatosan lőtte Marceau-Desgraviers tábornok csapatait, amelyek az összeomlás szélére kerültek, és a csak a Kléber és Chalbos által küldött erősítésnek köszönhetően tudták tartani magukat. A Rochejaquelein által vezetett jobbszárny Beaupuy tábornok csapatait késztette visszavonulásra — őket a Kléber által küldött 109. gyaloghadosztály mentette ki szorult helyzetükből, miközben a royalisták sikerei miatt bepánikolt Beaupuy és Jean-Baptiste Carrier elmenekült a csatatérről.
A kezdeményezést Marceau-Desgraviers tábornoknak köszönhetően vették át a republikánusok. Marceau a gyalogság mögött helyezte el tüzérségét, így amikor a vendée-i támadás megindult és a republikánus gyalogság sorai felbomlottak, az ágyúk hatalmas veszteséget okozó össztüzet zúdítottak a royalistákra, zavart keltve soraikban. Bonchamps és d’Elbée néhány száz lovas élén megkísérelte rendezni a sorokat, de ez nem sikerült nekik, és a republikánusok nemsokára bekerítették őket. A harcokban mindketten súlyosan megsebesültek. Bonchamps-nak így is sikerült kitörnie a gyűrűből, ám d’Elbée fogságba esett, és később kivégezték.
A fordulat után a royalista tábornokok elrendelték a visszavonulást, és mivel La Trémoille sikeresen támadta Varadest, át tudtak kelni a Loire-on. A republikánus csapatok többsége Cholet-ben maradt, csak François Joseph Westermann üldözte a királypártiakat a Loire-ig. Elfoglalta Beaupréau-t, és az ott sebesülten elfogott 400 vendée-i katonát kivégeztette.
A vendée-i felkelőknek 4–5000 republikánust ejtettek foglyul. Nem tudták őket áthajózni a Loire túlpartjára, így elrendelték a kivégzésüket. A sebesült (eddigre már haldokló) Charles de Bonchamps azonban elrendelte a foglyok szabadon engedését, a katonák pedig teljesítették a nagyon népszerű Bonchamps-tól kapott parancsot. Másnap, október 18-án Bonchamps tábornok belehalt sérüléseibe.

## Következmények
A csata végleg a köztársaságiak javára billentette a háború mérlegét. Tábornokaik megindították a Virée de Galerne hadműveletet, amely alig egy hónap alatt sikerrel zárult. Vendée tartomány a republikánusok kezére került, bár a gerillaháború egészen 1796-ig elhúzódott.